# Neva
Neva (rusko Нева́ finsko Nëvii) je reka na severozahodu Rusije, ki teče od Ladoškega jezera skozi zahodni del Leningrajske oblasti (zgodovinska regija Ingrija) do Nevskega zaliva, dela Finskega zaliva. Kljub skromni dolžini 74 kilometrov je četrta največja reka v Evropi glede na povprečni pretok (po Volgi, Donavi in Renu).
Neva je edina reka, ki izvira iz Ladoškega jezera. Teče skozi mesto Sankt Peterburg, tri manjša mesta Šlisselburg, Kirovsk in Otradnoye ter več deset naselij. Reka je v celoti plovna in je del vodne poti Volga – Baltik in Belomorsko – Baltskega prekopa. To je prostor številnih večjih zgodovinskih dogodkov, vključno z bitko na Nevi leta 1240, po kateri je Aleksander Nevski dobil ime, ustanovitev Sankt Peterburga leta 1703 in obleganja Leningrada s strani nemške vojske med drugo svetovno vojno. Reka Neva je imela pomembno vlogo v trgovini med Bizancem in Skandinavijo.

## Etimologija
Območje reke Neve je bilo prvotno naseljeno s Finci. Beseda neva je v finskih jezikih s podobnimi pomeni zelo razširjena. V finščini (neva) pomeni 'slabo močvirje', v karelijskem jeziku (neva) pomeni vodotok in v estonščini (nõva) tudi 'vodna pot'.
Trdimo tudi, da ime izhaja iz indoevropskega pridevnika newā, kar pomeni 'nov'. Reka je začela pritekati okoli 1350 pr. n. št. Vendar krajevna imena tega območja ne podpirajo nobenega indoevropskega vpliva na tem območju, preden so skandinavski trgovci in Slovani začeli vstopati v to regijo v 8. stoletju pred našim štetjem.

## Opis

### Zgodovina delte
V paleozoiku pred 300–400 milijoni let je celotno ozemlje sodobne delte reke Neve prekrivalo morje. Sodobni relief je nastal kot rezultat ledeniške dejavnosti. Umikanje ledu je ustvarilo litoralno morje, katerega vodostaj je bil približno 7 do 9 metrov višji od sedanjega nivoja Baltskega morja. Nato je reka Tosna tekla v sodobnem dnu Neve, od vzhoda do zahoda v litoralno morje. Na severu Karelijska ožina  združuje litoralno morje z Ladoškim jezerom. Reka Mga je nato tekla proti vzhodu v Ladoško jezero blizu sodobnega izvira Neve; Mga se je nato ločila od porečja Tosne.
V bližini sodobnega Ladoškega jezera se je zemljišče hitreje dvigalo in nastal je zaprt rezervoar. Njegov vodostaj je začel naraščati, na koncu je poplavil dolino reke Mga in prodrl v dolino reke Tosne. Na prebojnem območju so nastale Ivanske brzice sodobne Neve. Tako je približno leta 2000 pred našim štetjem nastala Neva s pritokoma Tosno in Mga. Po nekaterih novejših podatkih se je to zgodilo med  1410–1250 pred našim štetjem, zaradi česar je Neva precej mlada reka. Dolino Neve tvorijo ledeniške in poledeniške usedline, ki pa se v zadnjih 2500 letih niso veliko spremenile. V tistem času je nastala delta Neve, ki je pravzaprav psevdo delta, saj je nastala ne z nabiranjem rečnega materiala, temveč s potopitvijo v pretekle usedline.

### Topografija in hidrografija
Neva izvira iz Ladoškega jezera blizu Šlisselburga, teče po Nevski nižini in se izliva v Baltsko morje v Finskem zalivu. Dolga je 74 kilometrov, najkrajša razdalja od izvira do ustja pa je 45 kilometrov. Rečni bregovi so nizki in strmi, visoki v povprečju približno 3 do 6 metrov in 2 do 3 metre ob ustju. Obstajajo trije ostri zavoji: Ivanovske brzice, pri gozdnem parku Nevski v regiji Ust-Slavjanka (tako imenovano 'krivo koleno') in v bližini Inštituta Smolni, pod ustjem reke Ohte. Reka v višini med izvirom in ustjem pade 4,27 metra. Na neki točki reka prečka morenski greben in tvori Ivanovske brzice. Tam je na začetku brzic najožji del reke: 210 metrov. Povprečni pretok v brzicah je približno 0,8–1,1 metra na sekundo. Povprečna širina vzdolž reke je od 400 do 600 metrov. Najširši kraji, od 1000 do 1250 metrov, so v delti, blizu vrat pristanišča za morsko trgovino, na koncu Ivanovskih brzic blizu sotočja reke Tosne in blizu otoka Fabrinčni v bližini izvira. Povprečna globina je 8 do 11 metrov; največ 24 metrov je nad mostom Litejni, najmanj 4,0 do 4,5 metra pa pri Ivanovskih brzicah.
Na območju porečja Neve padavine močno presegajo izhlapevanje; slednja predstavlja le 37,7 % porabe vode iz Neve, preostalih 62,3 % pa odtok vode. Od leta 1859 je bil največji volumen 116 kubičnih kilometrov opažen leta 1924, najmanjši pa leta 1900 s 40,2 kubičnimi kilometri. Povprečni letni pretok znaša 78,9 kubičnih kilometrov ali 2500 kubičnih metrov na sekundo. Zaradi enakomernega pretoka vode iz Ladoškega jezera v Nevo skozi vse leto spomladi skoraj ni poplav in ustreznih višjih vod. Neva zamrzne od začetka decembra do začetka aprila. Debelina ledu je v Sankt Peterburgu od 0,3 do 0,4 metra  in na drugih območjih od 0,5 do 0,6 metra. V zgornjem toku reke pozimi lahko nastanejo zastoji ledu, kar včasih povzroči poplave gorvodno. Od skupne količine ledu v Ladoškem jezeru, 10,6 kubičnih kilometrov, manj kot 5 odstotkov vstopi v Nevo. Povprečna poletna temperatura vode je od 17 do 20 ° C, plavalna sezona pa traja le približno 1,5 meseca. Voda je sveža, s srednjo motnostjo; povprečna slanost je 61,3 mg / L, vsebnost kalcijevega bikarbonata pa 7 mg / L.
- Pogled na ustje Ladoškega kanala in Neve
- Neva pri ustju z Izhoro
- Neva ob mostu Petra Velikega
- Pogled z mostu sv. Trojice

### Porečje in pritoki
Porečje Neve obsega 5.000 km², vključno z bazenoma Ladoškega in Oneškega jezera (281.000 km²). Porečje vsebuje 26.300 jezer in ima zapleteno hidrološko mrežo več kot 48.300 rek, vendar jih le 26 odteka neposredno v Nevo. Glavni pritoki so Mga, Tosna, Izhora, Slavjanka in Murzinka na levi ter Ohta in Čjornaja Rečka na desni strani Neve.
Hidrološko omrežje se skozi celotno zgodovino razvoja Sankt Peterburga spremenja. Ko je bilo mesto leta 1703 ustanovljeno, je bilo območje nizko in močvirno, zato je bila potrebna izgradnja kanalov in ribnikov za drenažo. Zemlja, izkopana med njihovo gradnjo, je bila uporabljena za dvig mesta. Konec 19. stoletja je delto Neve sestavljalo 48 rek in kanalov ter 101 otok. Pred gradnjo Obvodnega kanala je bil levi pritok tega območja Volkovka; njen del v sotočju se zdaj imenuje Monastirka. Ladoški kanal se začne pri korenu Neve in se povezuje ob južni obali Ladoškega jezera z Volhovko. [10]
Nekateri kanali delte so se sčasoma napolnili, tako da je do leta 1972 ostalo le 42 otokov, vse v mejah Sankt Peterburga. Največji otoki so Vasiljevski s 1050 hektarji, Petrograjski s 570 hektarji, Krestovski s 420 hektarji in Dekabristov s 410 hektarji; drugi otoki so Zayači, Jelagin in Kameni. [10] Na izviru Neve, blizu Šlisselburga, sta dva majhna otoka Orehovi in Fabrični. Otok Glavriba leži gorvodno, nad mestom Otradnoje.

### Rastlinstvo in živalstvo
V Nevi skoraj ni vodne vegetacije. Obrežja reke so večinoma sestavljena iz peska, podzola, gleja, šote in močvirnih šotišč. Pred nekaj stoletji je bilo celotno ozemlje Nevske nižine poraščeno z borovimi in smrekovimi mahovi. Postopno so jih zmanjšali požari in poseki za tehnične potrebe. Med drugo svetovno vojno je nastala velika škoda: v Sankt Peterburgu so gozdove povsem izsekali, v zgornjem toku pa do 40 do 50 odstotkov. Gozdovi so bili po vojni obnovljeni s smreko, borom, cedro, sibirskim macesnom, hrastom, ostrolistnim javorjem, brestom, jesenom, jablano in drugimi vrstami. Grmi so jagodičevje, Syringa, jasmin, leska, kosteničevje, glog, šipek, brogovita, brin, bezeg, hrušica in številne druge.
Danes v zgornjih predelih reke prevladujejo brezovi in borovo-brezovi gozdovi s travišči, v srednjih regijah pa močviren borov gozd. V Sankt Peterburgu, ob Nevi, je veliko vrtov in parkov, vključno z Poletnim vrtom, Marsovim poljem, Rumjancevim, Smolnim, Aleksandrovim parkom, Vrtom samostana Aleksandra Nevskega in številni drugi.
Zaradi hitrega pretoka, hladne vode in pomanjkanja mirnih bazenov in vodne vegetacije je raznolikost ribjih vrst v Nevi majhna. Stalni prebivalci so nezahtevne vrste, kot so ostriž, okun in rdečeoke. Mnoge vrste rib so prehodne, od katerih so komercialne vrednosti evropski snetec, mala ozimica in delno losos.

### Poplave
Poplave v Sankt Peterburgu so po navadi posledica preliva delte Neve in prelivanja vode v vzhodnem delu Nevskega zaliva. Registrirane so, ko se voda dvigne nad 160 centimetrov glede na merilnik na Rudarskem inštitutu. Po ustanovitvi mesta leta 1703 se je zgodilo več kot 300 poplav. Tri od njih so bile katastrofalne: 7. novembra 1824 se je voda dvignila na 421 centimetrov, 23. septembra 1924, ko je dosegla 369 centimetrov in 10. septembra 1777, ko se je povzpela na 321 centimetrov. Vendar je bila leta 1691 opisana veliko večja poplava, 760 centimetrov.
V poplavah 1903, 1921 in 1956 so poleg poplav zaradi plimovanja te nastale tudi zaradi taljenje snega.

### Ekološko stanje
Zvezna služba za hidrometeorologijo in spremljanje okolja Rusije klasificira Nevo kot močno onesnaženo reko. Glavna onesnaževala so baker, cink, mangan, nitriti in dušik. Najbolj umazani pritoki Neve so Mga, Slavjanka, Ohta in Černaja. Stotine tovarn v Sankt Peterburgu odvaja odpadno vodo v Nevo, nafta pa se redno prevaža po reki. Letni priliv onesnaževal znaša 80.000 ton, najhujši onesnaževalci pa so Termoelektrarna 2 (rusko: ТЭЦ-2), Plastpolimer in Obuhov državni obrat. Največji onesnaževalci v Leningrajski oblasti so mesta Šlisselburg, Kirovsk in Otradnoje ter termoelektrarna Kirov. Vsako leto se na reki zabeleži več kot 40 izlivov nafte. Leta 2008 je Zvezna služba Sankt Peterburga sporočila, da nobena plaža na Nevi ni primerna za kopanje.
Čiščenje odpadnih voda v Sankt Peterburgu se je začelo leta 1979; do leta 1997 je bilo očiščenih približno 74 % odpadne vode. Ta delež se je v letu 2005 povečal na 85 %, na leto 2008 na 91,7 %, Feliks Karamzinov pa je po zaključku širitve glavne kanalizacijske naprave predvidel, da bo do leta 2011 dosegel skoraj 100 %.

## Gospodarska raba
Neva ima zelo malo plitvin, njeni bregovi so strmi, zato je reka primerna za plovbo. Utkino so bil zgrajen v poznem 19. stoletju za parkiranje neuporabljenih ladij. Neva je del glavnih vodnih poti Volga-Baltik in Belomorskega - Baltskega prekopa, vendar ima razmeroma nizko prometno zmogljivost zaradi svoje širine, globine in mostov. Neva je na voljo za plovila s prostornino pod 5000 ton. Glavno prevozno blago je les iz Arhangelska in Vologde; apatit, granit in diabaz s polotoka Kola; lito železo in jeklo iz Čerepovca; premog iz Donjecka in Kuzneška; pirit iz Urala; kalijev klorid iz Solikamska; nafta iz Volge. Obstaja tudi veliko potniških ladij do Moskve, Astrahana, Rostova, Perma, Nižnega Novgoroda, Valaama in drugih destinacij. Plovna sezona po reki Nevi traja od konca aprila do novembra.
Zahodno od Šlisselburga pod reko poteka naftovod. naftovod je del Baltskega naftovodnega sistema, ki zagotavlja nafto iz plošče Timan-Pečora, Zahodne Sibirije, Urala, Kazahstana in Primorska do Finskega zaliva. 774 m dolg cevovod leži 7 do 9 metrov pod rečnim dnom in dovaja približno 42 milijonov ton nafte na leto.
V bližini Ladožskega mostu je podvodni predor, skozi katerega bo potekal plinovod Severni tok. Predor ima premer 2 metra in dolžino 750 metrov in je položen na največji globini 25 metrov.
Neva je glavni vir vode (96 odstotkov) Sankt Peterburga in njegovih predmestij. Od 26. junija 2009 je Sankt Peterburg začel predelovati pitno vodo z ultravijolično svetlobo, pri čemer je opustil uporabo klora za razkuževanje. Razvijajo tudi ribolov, komercialni in rekreacijski.
Preko Neve  se pne 12 mostov:
- Ladožski most - zgrajen leta 1981 kot premični večrazponski kovinski most na kamnitih opornikih.
- Kuzminskii železniški most - zgrajen leta 1940 kot premični tročleni železniški most.
- Veliki Obuhovski most - zgrajen leta 2004 kot most s poševnimi zategami, ki povezuje Obuhovskega prospekt z nabrežjem Oktjabrskaja.
- Volodarski most - zgrajen leta 1936 kot premični betonski most, ki povezuje Narodno in Ivanovo ulico.
- Finski železniški most - zgrajen leta 1912 kot premični, kovinski železniški most z dvema segmentoma.
- Most Aleksandra Nevskega - zgrajen leta 1965 kot premični betonski most, ki povezuje Trg Aleksandra Nevskega in avenijo Zanevskega.
- Most Petra Velikega - zgrajen leta 1911 kot premični, trirazponski kovinski most, ki povezuje zgodovinsko središče Sankt Peterburga z okrožjem Malaja Ohta.
- Litejni most (prej most Aleksandra II.) - zgrajen leta 1879 kot premični, šest segmentni, ločni most, ki povezuje Liteyni Prospekt z ul. Akademika Lebedeva in Viborg.
- Most sv. Trojice (prej Kirov most) - zgrajen leta 1903 kot petsegmentni kovinski most, ki povezuje Suvorov trg, trg sv. trojice in Kamenoostrovski prospekt.
- Palačni most - zgrajen leta 1916 kot premični, pet segmentni železni most. Njegov osrednji razpon je simbol mesta. Povezuje Nevski prospekt z Borznim trgom in otokom Vasilievski.
- Oznanjenski most, rusko Blagoveščenski most (prej most poročnika Schmidta) - zgrajen leta 1850 kot premični sedemsegmentni železni most, ki povezuje Trg dela s 7. linijo otoka Vasilievsky.

|                            |                       |              |                     |
| Kuzminskii železniški most | Veliki Obuhovski most | Litejni most | Blagoveščenski most |

## Znamenitosti
Medtem ko se večina turističnih znamenitosti Neve nahaja znotraj Sankt Peterburga, je iz zgodovine Leningrada več zgodovinskih krajev. To so trdnjava Orešek, ki je bila zgrajena leta 1323 na otoku Orehovi na izviru reke Neve, jugozahodno od zaliva Petrokrepost, v bližini mesta Šlisselburg. Ob obali Šlisselburga je spomenik Petra I. V mestu sta cerkev Blagoveščenska (1764–95) in še vedno delujoča pravoslavna cerkev sv. Nikolaja, zgrajena leta 1739. Na bregu reke stoji cerkev Križa. Izdelana leta 2007, je lesena replika zgodovinske cerkve, ki je stala na južni obali Oneškega jezera. Ta cerkev je bila zgrajena leta 1708, pogorela pa je bila leta 1963. Verjame se, da je predhodnica znamenitega Kiškega pogosta.
Stari Ladoški kanal, zgrajen v prvi polovici 18. stoletja, je vodna prometna pot ob obali Ladoškega jezera, ki povezuje reko Volhov in Nevo. Ohranjenih je nekaj njegovih zgodovinskih struktur, na primer štirismerna granitna vrata (1836) in most (1832).